# Ладра
Ладра (словен. Ladra) — поселення на лівому березі річки Соча в общині Кобарід, Регіон Горишка, Словенія. Висота над рівнем моря: 206,7 м.